# Erwin Binder
Erwin Binder (Groß Godems, 18 september 1932 - 28 oktober 1999) was een Oost-Duits politicus.

## Biografie
Zijn vader was een arbeider. Aanvankelijk was Binder ook werkzaam als arbeider, maar hij bezocht van 1949 tot 1950 de landbouwschool in Lübz en was daarna landbouwer. In 1951 trad hij toe tot de Demokratische Bauernpartei Deutschlands (Democratische Boerenpartij van Duitsland, DBD), een van de zogenaamde "blokpartijen" die ondergeschikt waren aan de communistische SED. Van 1950 tot 1951 was hij gemeentesecretaris van Groß Bodems en van 1951 tot 1952 was hij politiek medewerker bij het kringbestuur van Parchim en Rostock. Hierna was hij achtereenvolgens eerste secretaris van het DBD-kringbestuur Bad Doberan (1952-1953), politiek medewerker bij het partijbestuur van de DBD (1953-1955) en secretaris van de DBD in Rostock (1956-1969). Van 1969 tot 1982 was hij gedurende dertien jaar voorzitter van de DBD-afdeling Rostock. In de tussentijd volgde hij een deeltijdstudie aan de Universiteit Greifswald en was hij eveneens lid van de Bezirkstag van Rostock.
Binder werd in 1981 in de Volkskammer gekozen. Van 1986 tot 1990 maakte hij deel uit van de kamercommissie Buitenlandse Zaken. Van 1987 tot 1990 was hij lid van het Presidium van de Volkskammer.
Binder werd in 1972 lid van het Partijbestuur (Parteivorstand) van de DBD en trad in 1977 toe tot het Presidium (Präsidium). In 1982 werd hij lid van het Secretariaat (Sekretariat) van het Partijbestuur en behoorde sindsdien tot de partijtop van de DBD. In 1990, toen de DBD opging in de Christelijk-Democratische Unie van Duitsland (Christlich-Demokratische Union Deutschlands, CDUD), maakte Binder niet de overstap naar die partij.

## Overige functies
- Lid Uitvoerend Comité Nationaal Front (Nationale Front) in het district Rostock (1957-1982)
- Lid bestuur van de Vereniging voor Duits-Sovjet-Russische Vriendschap (Gesellschaft für Deutsch-Sowjetische Freundschaft) in het district Rostock (1959-1966)